# Тельбин
Тельбин — пресное озеро в Днепровском районе Киева.

## Основные сведения
Г-образной формы озеро находится посреди жилого массива Березняки. Площадь озера составляет около 0,1 км².
Водится сом, толстолобик, окунь, карась, бычки и плотва, прилетают дикие утки.

## История
Впервые озеро упоминается (под названием «Тербин») в грамоте царей Иоанна и Петра Алексеевичей от 1694 года.
Происхождение названия не выяснено, предположительно — не славянское.
В прошлом озеро было значительно больше, чем теперь. В 1870 году в связи с постройкой Киево-Курской железной дороги прямо посреди существующего водоёма была проложена насыпь. Южная часть озера, отделённая железной дорогой, получила название Нижний Тельбин. В настоящее время от Тельбина конца XIX века осталось лишь 40 % его акватории. Раньше во время весеннего разлива озеро соединялось с Днепром. Использовалось для гидронамыва во время строительства жилмассива Березняки. Современная береговая линия — с начала 1970-х годов.

## Интересные факты
- Озеро привлекает к себе фанатов творчества Виктора Цоя. Тут в 1986 году снимался первый короткометражный фильм о группе «КИНО»: «Конец каникул», режиссёр Сергей Лысенко. Ива, возле которой проходили съемки фильма, имеет название «Дерево Цоя»; получила статус ботанического памятника природы местного значения в феврале 2020 г[4].
- На берегу Тельбина, недалеко друг от друга, расположились три церкви[5].